# فیلیپوس کارولاس
فیلیپوس کارولاس (یونانی: Φίλιππος Καρβελάς؛ ۱۸۷۷ – ۱۹۵۲) یک ژیمناست هنری اهل یونان بود.
از افتخارات وی میتوان به کسب مدال برنز پارالل تیمی در بازی‌های المپیک تابستانی ۱۸۹۶ اشاره کرد.